# Plamen Galabov
Plamen Jordanov Galabov (Sumen, 1995. november 2. –) bolgár válogatott labdarúgó, a Makkabi Petah Tikvá labdarúgója, hátvéd.

## Pályafutása

### Klubcsapatokban
Galabov a Litex Lovecs akadémiáján nevelkedett, itt is mutatkozott be a felnőtt csapatban egy bolgár kupameccsen a Spartak Varna ellen. 2016-ban CSZKA Szofija csapatába szerződött. 2017 és 2019 között kölcsönben szerepelt a Etar Veliko Trnovo együttesénél. 2022-ben igazolt az izraeli Netánjához.

### Válogatottban
2020. szeptember 3-án mutatkozott be a Írország ellen, egy Nemzetek Ligája mérkőzésen.

#### Mérkőzései a bolgár válogatottban
megjegyzés Az eredmények a bolgár válogatott szemszögéből értendők.
| #  | Dátum                | Ellenfél        | Eredmény | Kiírás               | Esemény |
| -- | -------------------- | --------------- | -------- | -------------------- | ------- |
| 1. | 2020. szeptember 3.  | Írország        | 1 – 1    | UEFA Nemzetek Ligája | 79'     |
| 2. | 2022. június 12.     | Grúzia          | 0 – 0    | UEFA Nemzetek Ligája |         |
| 3. | 2022. szeptember 26. | Észak-Macedónia | 1 – 0    | UEFA Nemzetek Ligája |         |
| 4. | 2022. november 20.   | Luxemburg       | 0 – 0    | barátságos           | 74'     |
| 5. | 2023. március 27.    | Magyarország    | 0 – 3    | Eb-selejtező         |         |

## Sikerei, díjai
- CSZKA Szofija
  - Bolgár labdarúgókupa: győztes (2020–21)
- Makkabi Netánjá
  - Totó-kupa: győztes (2022–23)